# Xylopia micrantha
Xylopia micrantha är en kirimojaväxtart som beskrevs av Rudolph Herman Scheffer. Xylopia micrantha ingår i släktet Xylopia och familjen kirimojaväxter. Inga underarter finns listade i Catalogue of Life.